# Patrick Oyakaua
Patrick Gabriel Oyakaua (* 22. März 1988) ist ein brasilianischer Radrennfahrer.
Patrick Oyakaua begann seine internationale Karriere 2007 bei dem brasilianischen Continental Team Memorial-Fupes-Santos. In der Saison 2009 gewann Oyakaua  den brasilianischen Meistertitel im Einzelzeitfahren der U23-Klasse gewinnen konnte. Bei den Elitemeisterschaften 2012 gewann er die Silbermedaille im Zeitfahren. Im Bahnsprint gewann er 2014 die Bronzemedaille der nationalen Titelkämpfe.

## Erfolge
2009
- Brasilianischer Meister – Einzelzeitfahren (U23)

2012
- Brasilianische Meisterschaft – Einzelzeitfahren

2014
- Brasilianische Meisterschaft – Sprint

## Teams
- 2007 Memorial-Fupes-Santos